# Capacetinho-cinza
O capacetinho-cinza ou capacetinho-do-oco-do-pau (Microspingus cinereus) é uma ave da ordem Passeriformes, da família Thraupidae.
É considerado extinto no estado de São Paulo, Brasil.